# Sob Pressão (5.ª temporada)
A quinta e última temporada de Sob Pressão, uma série de televisão brasileira médica, foi exibida entre 2 de junho à 7 de julho de 2022 pelo serviço de streaming Globoplay, totalizando 12 episódios, sendo uma co-produção da TV Globo com a Conspiração Filmes. Foi a primeira temporada da série lançada primeiramente pelo Globoplay. Foi exibida pela TV Globo entre 23 de abril e 23 de julho de 2024.
Criada por Luiz Noronha, Claudio Torres, Renato Fagundes e Jorge Furtado, é escrita por Lucas Paraizo e com roteiro de André Sirangelo, Flavio Araujo, Pedro Riguetti e Márcio Alemão, dirigida por Mini Kerti, Rebeca Diniz, Pedro Waddington, Júlio Andrade e Andrucha Waddington, tendo a direção artística deste último.
Com Júlio Andrade e Marjorie Estiano nos papéis principais, conta com as participações estrelares de Drica Moraes, Bruno Garcia, Pablo Sanábio, David Junior, Josie Antello e Marco Nanini, além das participações especiais de Lázaro Ramos, Léo Bittencourt, Stepan Nercessian, Juan Paiva, Chandelly Braz, Douglas Silva, Fábio Assunção, Irene Ravache e Tony Ramos.

## Sinopse
A equipe do Hospital Edith de Magalhães passa a manifestar as sequelas de uma rotina de trabalho exaustiva e as marcas do seu sofrimento, tantas vezes velado. A harmonia do casal Evandro (Júlio Andrade) e Carolina (Marjorie Estiano) se abala quando o médico descobre que seu pai, Helano (Marco Nanini) – que não vê há mais de 20 anos –, está a sua procura, o que não deixa o cirurgião torácico feliz.
Além disso, Carolina por sua vez acaba descobrindo um nódulo na mama, o que oculta de Evandro para não lhe trazer mais problemas e decide pedir ajuda ao Dr. Daniel (Emilio Dantas), com quem teve um relacionamento durante a faculdade, causando mais problemas em seu relacionamento.
Vera (Drica Moraes) se torna a nova diretora do HEM, após Décio (Bruno Garcia) se mudar para a Europa com o namorado Kleber (Kelner Macêdo). Porém, a infectologista tem um início de gestão difícil pois terá que se habituar às questões burocráticas e financeiras com as quais não estava acostumada, enquanto na vida pessoal, ainda sofre com a partida do filho Leonardo (João Vitor Silva), que decide morar com o pai.
A temporada ainda marca a saída de um personagem do elenco principal de forma trágica.

## Elenco

### Principal
- Júlio Andrade como Dr. Evandro Moreira, cirurgião torácico
- Marjorie Estiano como Drª. Carolina Alencar, cirurgiã vascular
- Drica Moraes como Drª. Vera Lúcia Veiga, médica infectologista
- Pablo Sanábio como Dr. Charles Garcia, cirurgião geral
- Bruno Garcia como Dr. Décio Guedes, clínico geral
- David Junior como Dr. Mauro, neurocirurgião
- Barbara Reis como Lívia, enfermeira
- Josie Antello como Rosa, recepcionista do hospital
- Julia Shimura como Keiko Yamada, enfermeira
- Marcelo Batista como Dr. Gustavo Lemos, anestesista
- Katiuscia Rodrigues como Aparecida (Cida), enfermeira
- Marco Nanini como Helano Moreira, pai de Evandro[9][10]

### Recorrente
- Emilio Dantas como Dr. Daniel Sampaio, mastologista (7 episódios)
- Alexandre Amador como Ângelo (4 episódios)
- Kelner Macêdo como Kleber (3 episódios)
- Thelmo Fernandes como Capitão Botelho (3 episódios)
- Aline Fanju como Diná (3 episódios)

### Participações especiais
Episódio 1
- Lázaro Ramos como Davi / Michel[11]
- Ana Flávia Cavalcanti como Diana
- Thaíssa Carvalho com Joyce
- Léo Bittencourt como Paulo
- Marianna Mac Niven como Esposa de Elder Sousa
- Cláudio Mendes como Dono da Fábrica

Episódio 2
- Inez Viana como Soraya
- Stepan Nercessian como Dr. Samuel
- Ravel Andrade como Evandro (jovem)
- Ariane Souza como Vânia
- Wagner Brandi como Thamis
- Nadia Bambirra como Elma

Episódio 3
- Juan Paiva como Inácio
- Nill Marcondes como Valmir
- Chandelly Braz como Raissa
- Zeca Richa como Josias

Episódio 4
- Douglas Silva como Josué[12]
- Victor Di Marco como Manolo
- Erika Riba como Jussara Dias
- Fernando Rubro como Eriberto
- Joaquim Andrade como Evandro (criança)
- Emilly Puppim como Clara
- Vinicius Patricio como Matias
- Yasmin Giardino como Filha de Livia

Episódio 5
- Dedina Bernardelli como Marlene
- Ana Carbatti como Elaine Rocha Santana
- Daniel Baruch como Felipe Rocha Santana
- Ana Barroso como Taiana
- Eline Porto como Milena
- Faiska Alves como Irmão de Felipe 1
- WJ como Irmão de Felipe 2

Episódio 6
- Flávia Milioni como Marcela
- Claudiana Cotrim como Antônia
- Eder Montalvão como Lidio
- Izabella Bicalho como Regina
- Débora Duboc como Mãe de Dr. Charles
- Alberto Nior como Pai de Dr. Charles

Episódio 7
- Ana Terra Blanco como Célia
- Diego Laumar como Deco
- Marcus Bessa como Vitor
- Marco Bravo como Jandir
- Maria Paula Marini como Inês
- Gabrieli Marchioro como Tainá Ferreira de Souza

Episódio 8
- George Sauma como Helano Moreira (jovem)
- Eliana Pittman como Muriel
- Kenya Costta como Helga
- Aline Fanju como Diná
- Hilton Castro como Clesir
- Anderson Cunha como Juremildo
- Kathleen Ribeiro como Penha (jovem)
- Romeo como Ramon
- Yasmin Giardino como Tamara

Episódio 9
- João Vítor Silva como Leonardo Veiga
- George Sauma como Helano Moreira (jovem)
- Ravel Andrade como Evandro Moreira (jovem)
- Joaquim Andrade como Evandro Moreira (criança)
- Flávia Santana como Mãe de Roger
- Rafael Sardão como Mendelson
- Yasmin Garcez como Jelse
- João Gabriel D'Aleluia como Roger

Episódio 10
- Marcelo Valle como Padre Gonçalo
- Cacá Ottoni como Lucila
- João Rodrigo Ostrower como Alvarino
- Thiare Maia Amaral como Cássia

Episódio 11
- Tony Ramos como Arlindo
- Irene Ravache como Dalva
- Tuna Dwek como Nilcéia
- Gustavo Gasparini como Régis
- Claudia Ricart como Sobrinha de Nilcéia

Episódio 12
- Fábio Assunção como Marcelo
- Ana Flávia Cavalcanti como Diana
- Brenno Leone como Rodrigo
- Camila Nhary como Júlia
- Larissa Bracher como Cláudia
- Claudio Garcia como Ernesto
- Luca de Castro como Homem na Recepção

## Episódios
| N.º geral | N.º na temp. | Título        | Dirigido por                           | Escrito por                                    | Exibição original   | Audiência |
| --- | ------------ | ------------- | -------------------------------------- | ---------------------------------------------- | ------------------- | --------- |
| 48 | 1            | "Episódio 1"  | Andrucha Waddington                    | Lucas Paraizo e André Sirangelo                | 2 de junho de 2022  | 10,5      |
| A equipe atende vítimas de uma explosão, enquanto Décio lida com seu relacionamento. Livia fica sabendo que o marido perdeu o emprego e Evandro descobre o paradeiro de seu pai. Mensagem final: Seja um doador de órgãos e ajude a salvar vidas.                                       |              |               |                                        |                                                |                     |           |
| 49 | 2            | "Episódio 2"  | Andrucha Waddington                    | Lucas Paraizo e Márcio Alemão                  | 2 de junho de 2022  | 11,4      |
| Flashback revela o passado de Evandro, que se sensibiliza com homem desprezado pela filha. Vera lida com uma mulher que tenta salvar o marido, e Décio toma uma difícil decisão. Mensagem final: Você não está sozinho. Ligue 188: serviço de prevenção ao suicídio.                    |              |               |                                        |                                                |                     |           |
| 50 | 3            | "Episódio 3"  | Mini Kerti e Rebeca Diniz              | Flavio Araujo                                  | 9 de junho de 2022  | 11,0      |
| Heleno sofre com Alzheimer. No hospital, Charles pede ajuda de Evandro, enquanto Carolina cuida de uma paciente com endometriose e Rosa organiza a despedida de Décio. Heleno é levado ao hospital. Mensagem final: A endometriose pode causa infertilidade. Procure seu ginecologista. |              |               |                                        |                                                |                     |           |
| 51 | 4            | "Episódio 4"  | Rebeca Diniz                           | Pedro Riguetti                                 | 9 de junho de 2022  | 9,5       |
| Em meio a casos de urgência, Evandro lida com a doença do pai, que precisa ser internado, e Carolina se preocupa com a própria saúde. Mensagem final: A vacinação infantil protege seu filho e toda a sociedade.                                                                        |              |               |                                        |                                                |                     |           |
| 52 | 5            | "Episódio 5"  | Pedro Waddington                       | Pedro Riguetti                                 | 16 de junho de 2022 | 9,9       |
| Rapaz é agredido ao ser confundido com ladrão. Carolina, afetada pelo diagnóstico, procura um especialista. A médica lida ainda com paciente com complicações após uma lipo. Mensagem final: Racismo é crime. Denuncie. Pratique o antirracismo.                                        |              |               |                                        |                                                |                     |           |
| 53 | 6            | "Episódio 6"  | Andrucha Waddington                    | André Sirangelo                                | 16 de junho de 2022 | 9,7       |
| Paciente com transtorno de acumulação tem insuficiência respiratória. Uma decisão afeta a rotina do hospital e uma tragédia abala a todos. Evandro descobre o problema de Carolina. Mensagem final: Câncer de mama tem cura quando diagnosticado precocemente. Faça seus exames.        |              |               |                                        |                                                |                     |           |
| 54 | 7            | "Episódio 7"  | Rebeca Diniz e Pedro Waddington        | Flavio Araujo                                  | 23 de junho de 2022 | 10,7      |
| Sem saber a verdade, Heleno procura Charles. Um menino ferido por linha de pipa e um casal vítima de acidente chegam ao hospital. Culpada, Carolina se corta e pede ajuda a Daniel. Mensagem final: No trânsito, dirija com respeito e responsabilidade.                                |              |               |                                        |                                                |                     |           |
| 55 | 8            | "Episódio 8"  | Júlio Andrade                          | Márcio Alemão                                  | 23 de junho de 2022 | ASD       |
| Carolina sente dor e Evandro pede que ela marque a cirurgia. Daniel a procura e Evandro sente ciúmes. Heleno confunde Rosa com a ex-mulher e Livia recebe proposta ilegal. Mensagem final: Doenças degenerativas têm tratamentos que melhoram a qualidade de vida. Busque orientação.   |              |               |                                        |                                                |                     |           |
| 56 | 9            | "Episódio 9"  | Andrucha Waddington                    | Márcio Alemão                                  | 30 de junho de 2022 | ASD       |
| Heleno piora. Evandro se surpreende ao encontrar fotos do pai. O Hospital é invadido e uma pessoa da equipe fica ferida. Daniel confessa que ainda gosta de Carolina. Mensagem final: O tratamento de Alzheimer envolve toda a família. Cuidar é estar próximo.                         |              |               |                                        |                                                |                     |           |
| 57 | 10           | "Episódio 10" | Rebeca Diniz                           | Pedro Riguetti                                 | 30 de junho de 2022 | ASD       |
| Perto de sua cirurgia, Carolina tem ajuda de Daniel com paciente e Evandro fica com ciúmes. Ela diz o que sente ao marido. Vera bebe no hospital e Mauro percebe. Ela tenta beijá-lo. Mensagem final: Alcoolismo tem tratamento. Procure a ajuda dos alcoólicos anônimos.               |              |               |                                        |                                                |                     |           |
| 58 | 11           | "Episódio 11" | Pedro Waddington e Júlio Andrade       | Flavio Araujo                                  | 7 de julho de 2022  | ASD       |
| Evandro fala com Daniel sobre Carolina, que lida com atendimentos difíceis. Mauro tenta ajudar Vera, mas ela evita. Daniel desiste de operar Carolina, que briga com Evandro. Mensagem final: Trabalho escravo é crime. Denuncie. Disque 100.                                           |              |               |                                        |                                                |                     |           |
| 59 | 12           | "Episódio 12" | Andrucha Waddington e Pedro Waddington | André Sirangelo, Márcio Alemão e Flavio Araujo | 7 de julho de 2022  | ASD       |
| Mauro e Vera querem assumir a relação. No dia da cirurgia de Carolina, Daniel desconfia que o câncer se espalhou. Ela corre risco de vida durante cirurgia. Mensagem final: Profissionais de saúde também adoecem. Cuide de quem cuida.                                                 |              |               |                                        |                                                |                     |           |

## Recepção
Mesmo tendo estreado em um serviço de streaming, a quinta temporada foi considerada um sucesso, sendo a segunda série mais vista na Globoplay.

### Prêmios e indicações
| Ano  | Prêmio                   | Categoria                      | Indicado                       | Resultado | Ref.          |
| ---- | ------------------------ | ------------------------------ | ------------------------------ | --------- | ------------- |
| 2022 | Melhores do Ano          | Melhor Série                   | Melhor Série                   | Venceu    | [ 14 ] [ 15 ] |
| 2022 | Melhores do Ano          | Ator de Série                  | Júlio Andrade                  | Venceu    | [ 14 ] [ 15 ] |
| 2022 | Melhores do Ano          | Atriz de Série                 | Marjorie Estiano               | Venceu    | [ 14 ] [ 15 ] |
| 2022 | Prêmio Contigo! Online   | Melhor Série – TV ou Streaming | Melhor Série – TV ou Streaming | Indicado  | [ 16 ] [ 17 ] |
| 2022 | Prêmio Contigo! Online   | Melhor Ator de Série           | Júlio Andrade                  | Indicado  | [ 16 ] [ 17 ] |
| 2022 | Prêmio Contigo! Online   | Melhor Atriz de Série          | Marjorie Estiano               | Indicada  | [ 16 ] [ 17 ] |
| 2022 | Prêmio APCA de Televisão | Melhor Série de Drama          | Melhor Série de Drama          | Indicado  | [ 18 ] [ 19 ] |